# Chã de Alegria
Chã de Alegria is een gemeente in de Braziliaanse deelstaat Pernambuco. De gemeente telt 12.185 inwoners (schatting 2009).